# 京浜電気鉄道大森支線
大森支線（おおもりしせん）は、東京府東京市大森区（現・東京都大田区）の大森駅から東京府東京市品川区の大森海岸駅を結んでいた京浜電気鉄道（現・京浜急行電鉄）の軌道路線である。

## 路線データ
- 路線距離：大森 - 大森海岸間0.7km
- 軌間：1435mm→1372mm→1435mm
- 停留場数：2
- 電化区間：全線（直流600V）

## 歴史
京急大師線の前身である大師電気鉄道が、京浜間を結ぶ路線を敷設することを目指して京浜電気鉄道と社名を改称し、東京方面への延伸を行った際に、暫定的に東海道本線大森駅との接続を図るべく開業させた路線である。
その後、品川駅までの延伸工事が完成したため、大森停車場前 - 八幡（現・大森海岸）間は支線となった。単行電車が終日折り返し運転を行ったほか、停留場の概念というものが存在しなかったため、当初はどこでも乗降を行ったとされる。
昭和期に入り、東京市の道路改良事業計画で大森支線を廃止して、その跡地を活用して道路の拡幅を行うことが決まり、廃線となった。
なお、大森停車場前駅は、箕面有馬電気軌道時代の箕面駅などと同様、方向転換の際のポール付け替えの手間を省くため、ラケット形状のループ線になっていた。
当時の遺構は何も残っていないが、路面に敷設した軌道線の廃線跡がそのまま道路となったため、大森駅前のループ線（現在のJRE大森駅東口ビル付近）や大森海岸駅の本線への接続部が、現在の道路形状として残っている。また、NTT大森バス停付近の交差点には、「チンチン電車の敷石」というモニュメントとして当時の線路敷石と大森支線に関する説明板が設置され、ルート上の歩道には当時の車両のレリーフが埋め込まれており、大森支線があったことを今に伝えている。

### 年表
- 1901年（明治34年）2月1日 大森停車場前駅（後の大森駅） - 八幡駅（現在の大森海岸駅）間が開業。大森停車場前駅、八幡駅が開業。大森停車場前駅へは川崎（後の六郷橋）方面から線路が続いていた。
- 1904年（明治37年）
  - 3月1日 軌間を1435mmから1372mmに改軌。
  - 5月8日 八幡駅 - 品川駅（現在の北品川駅）間延伸に伴い、大森停車場前駅 - 八幡駅間が大森支線となる。八幡駅において大森停車場前駅へは品川方面からの分岐となる。
  - （月日不詳） 八幡駅が海岸駅に改称。
- （年月不詳） 大森停車場前駅が大森駅に改称。
- 1933年（昭和8年）
  - 4月1日 軌間を1435mmに再改軌。
  - 7月1日 海岸駅が大森海岸駅に改称。
- 1937年（昭和12年）3月8日 大森駅 - 大森海岸駅間が廃止。

## 停留場一覧
- 名称は大森支線廃止時点のもの。
  - 東海道本線は現在は東日本旅客鉄道（JR東日本）の路線。
  - 京浜電気鉄道は現在の京浜急行電鉄。
  - 大森区は現在の大田区。
- 全線が東京府東京市（現在の東京都区部）に所在。

| 駅名       | 駅間キロ | 営業キロ | 接続路線           | 所在地 |
| ---------- | -------- | -------- | ------------------ | ------ |
| 大森駅     | -        | 0.0      | 鉄道省：東海道本線 | 大森区 |
| 大森海岸駅 | 0.7      | 0.7      | 京浜電気鉄道：本線 | 品川区 |